# Traidores a Roma (novela)
Traidores a Roma (Título original: Traitors of Rome) es el decimoctavo libro de la serie Águila, de Simon Scarrow. Esta saga narra las peripecias de dos legionarios, Cato y Macro, en las legiones del Imperio romano a mediados del siglo I d. C.

## Argumento
El tribuno Cato y el centurión Macro continúan destinados en la frontera oriental de Roma al mando de la Segunda Cohorte pretoriana como guardia personal del general Córbulo mientras éste reúne el ejército con el que llevar a cabo la invasión del Imperio parto.
Ante la evidencia de que las fuerzas con las que cuenta son pocas y mal preparadas, el general Córbulo decide enviar a Cato como embajador a Tesifonte, la capital de Partia, para entrevistarse con el rey Vologases I y buscar un tratado de paz que evite la guerra o que en el peor de los casos permita ganar tiempo con el que poder preparar mejor al ejército romano. Para ello, Cato contará con el asesoramiento de Apolonio, un enigmático griego agente de Córbulo, en el cual el tribuno no está convencido de poder confiar.
Paralelamente, en el vecino reino de Thapsis aliado de Roma, el rey ha sido asesinado junto con toda su corte por una facción de nobles respaldados por Partia. Macro deberá acompañar a Córbulo y parte de sus legiones para restablecer la autoridad romana.
Ambas misiones se desarrollan de tal manera que ponen en serio peligro a los dos veteranos soldados. Por un lado, la embajada de Cato es capturada y acusada de espionaje siendo condenados a muerte por el rey Vologases. Por otro lado, las tropas romanas que sitian Thapsis, entre las que se encuentra Macro, sufren tales complicaciones que quedan aisladas y al borde de un motín ante la excesiva mano dura del general Córbulo.
Cuando finalmente Cato consigue escapar de Partia y regresar al asedio de Thapsis para reunirse con Macro y Córbulo estalla el temido motín instigado por distintos traidores a Roma.